# Vanina Paoletti
Pour les articles homonymes, voir Paoletti.
Vanina Paoletti, née le 10 décembre 1997 à Saint-Maur-des-Fossés, est une kayakiste professionnelle française et licenciée à Angers. Elle est policière adjointe et, en janvier 2023, elle intègre le dispositif Équipe Police Nationale,. Aux Jeux olympiques de Paris 2024, elle parvient à se hisser jusqu'en demi-finale du K2 500,.

## Palmarès
| Année | Compétition              | Catégorie | Épreuve  | Classement |
| ----- | ------------------------ | --------- | -------- | ---------- |
| 2020  | Coupe du monde           | N1        | K4 500 m | 2e         |
| 2020  | Championnats de France   | U23       | 200 m    | 1re        |
| 2021  | Jeux Olympiques de Tokyo | F         | K4       | 9e         |
| 2021  | Championnats du monde    | F         | K4       | 6e         |
| 2021  | Championnats de France   | F         | K1 200 m | 1re        |
| 2022  | Championnats du monde    | F         | K1 200 m | 7e         |
| 2022  | Championnats de France   | F         | 200 m    | 1re        |
| 2022  | Championnats de France   | F         | 500 m    | 2e         |